# Adelchi Negri
Adelchi Negri, född 2 augusti 1876 i Perugia, Italien, död 19 februari 1912 i Pavia, var en italiensk läkare, patolog och mikrobiolog. Han upptäckte de mikroskopiska inneslutningar, så kallade Negrikroppar, som förekommer i nervcellerna hos djur och patienter som smittats med rabies.

## Biografi
Negri studerade medicin och kirurgi vid universitetet i Pavia, där han var elev till Camillo Golgi (1843-1926). Efter examen 1900 blev han assistent till Golgi vid dennes patologiska institut. År 1909 blev Negri professor i bakteriologi, och den första officiella handledaren i bakteriologi i Pavia. 

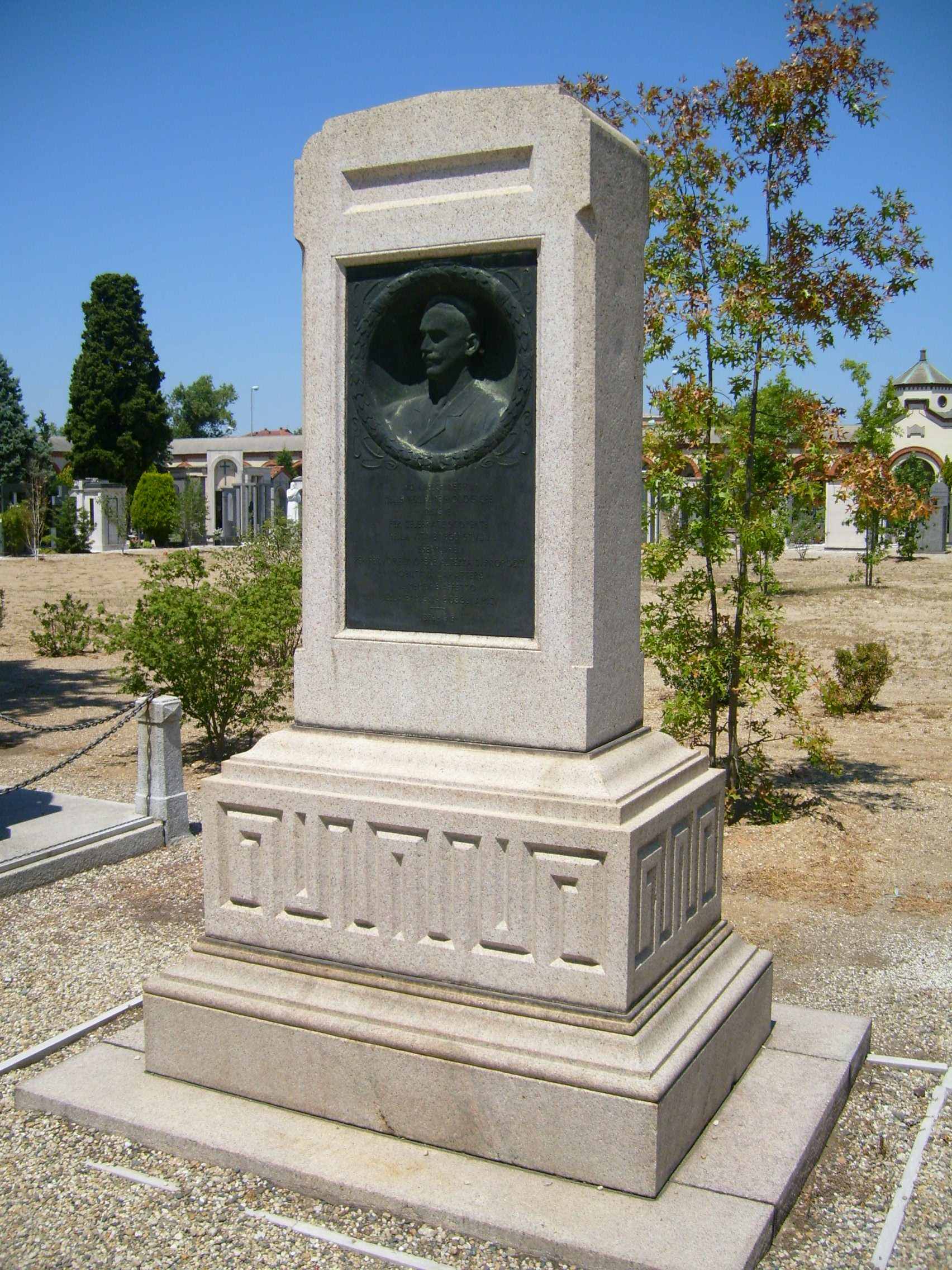
Negri's grav på den monumentala kyrkkogården i Pavia.

Negri dog 1912 av tuberkulos vid 35 års ålder. Han begravdes på den monumentala kyrkogården i Pavia (Viale San Giovannino), nära gravarna för två andra kända medicinska forskare, anatomisten Bartolomeo Panizza och hans lärare, nobelpristagaren Camillo Golgi.

## Vetenskapligt arbete
Negri utförde omfattande forskning inom histologi, hematologi, cytologi, protozoologi och hygien. År 1903 upptäckte han de eponymous Negrikropparna, definierade som cytoplasmatiska integrationskroppar som ligger i Purkinjecellerna i lillhjärnan vid fall av rabies hos djur och människor. Han dokumenterade sina resultat i en artikel med titeln Contributeo allo studio dell'eziologia della rabia, publicerad i tidskriften Bollettino della Societa medico-chirurgica. Vid samma tid beskrev Negri felaktigt rabies’s patologiska medel som en parasitisk protozo. Några månader senare visade Paul Remlinger (1871-1964) vid Constantinople Imperial Bacteriology Institute korrekt att det etiologiska medlet för rabies inte var en protozo, utan ett filtrerbart virus.
Diskussionen om betydelsen av Negrikroppar blev bredare och mer intensivt, med framstående parasitologer som intog motstridiga ståndpunkter. Än idag, trots forskning med elektronmikroskop, är betydelsen av Negrikroppar inte definitivt klarlagd. Så, som Luigi Bianchi beskrivit, är det fortfarande möjligt att acceptera Emilio Verattis uppfattning att Negrikroppar ska tolkas som specifika formationer, som är nära kopplade till viruset och inte som produkter av cellen som innehåller det, utan att därigenom anta att de utgör virusets enda, ofelbara manifestation.
Negrikroppars specificitet och deras betydelse för diagnos är allmänt erkända. Sökandet efter dem har dock absolut bevisvärde vid diagnos endast när det finns ett positivt resultat. Negri själv angav de regler som ska följas för att identifiera kroppar för diagnostiska ändamål hos djur som misstänks för rabies.
Negri fortsatte med att 1906 visa att smittkoppsvaccinet, då känt som "vaccinvirus", eller "variolavaccinae", också var ett filtrerbart virus. Under den senare delen av sin karriär blev han intresserad av malaria och var i framkant i ansträngningarna med att utrota det från Lombardiet.

## Publikationer (urval)
Negri producerade ett trettiotal publikationer, några av dem samlingsverk, som publicerades i italienska och utländska tidskrifter mellan 1899 och 1911. De finns förtecknade i Archives de parasitologie, 16 (1913), 166. Dokumentärt material ang. Negri förvaras på universitetshistoriska museet, Pavia.